# Pożdżenice (gromada)
Pożdżenice – dawna gromada, czyli najmniejsza jednostka podziału terytorialnego Polskiej Rzeczypospolitej Ludowej w latach 1954–1972.
Gromady, z gromadzkimi radami narodowymi (GRN) jako organami władzy najniższego stopnia na wsi, funkcjonowały od reformy reorganizującej administrację wiejską przeprowadzonej jesienią 1954 do momentu ich zniesienia z dniem 1 stycznia 1973, tym samym wypierając organizację gminną w latach 1954–1972.
Gromadę Pożdżenice siedzibą GRN w Pożdżenicach utworzono – jako jedną z 8759 gromad na obszarze Polski – w powiecie łaskim w woj. łódzkim, na mocy uchwały nr 31/54 WRN w Łodzi z dnia 4 października 1954. W skład jednostki weszły obszary dotychczasowych gromad Ignaców i Pożdżenice ze zniesionej gminy Zelów w powiecie łaskim oraz obszary dotychczasowych gromad Janów i Sobki ze zniesionej gminy Kluki w powiecie piotrkowskim. Dla gromady ustalono 18 członków gromadzkiej rady narodowej.
1 stycznia 1967 do gromady Pożdżenice przyłączono wieś Wypychów, wieś Podlasie oraz parcelę, PGR i osadę tartaczną Krześlów ze zniesionej gromady Walewice w tymże powiecie.
Gromadę zniesiono 1 lipca 1968, a jej obszar wszedł w skład nowo utworzonej gromady Zelów w tymże powiecie.